# 스틸 (2009년 영화)
《스틸》(영어: Stolen)은 2009년 개봉한 미국의 미스터리 영화이다.

## 줄거리
한 공사 현장에서 50년 전인 1958년에 사망한 아이의 유해가 든 서류 가방이 발견된다. 경찰관 톰은 진상을 파헤치면서 8년 전 자신의 아들이 실종됐던 사건과의 유사점을 발견한다. 

## 출연
- 존 햄 - 톰 애드킨스 역
- 조시 루커스 - 매슈 웨이크필드 역
- 로나 미트라 - 바버라 애드킨스 역
- 지미 베넷 - 존 웨이크필드 역
- 제임스 밴더비크 - 버트 로지아니 "디플로마" 역
- 제시카 채스테인 - 샐리 앤 웨이크필드 역
- 모레나 바카링 - 로즈 몽고메리 역
- 글렌 터랜토 - 콜리 역